# Karl Hüetlin

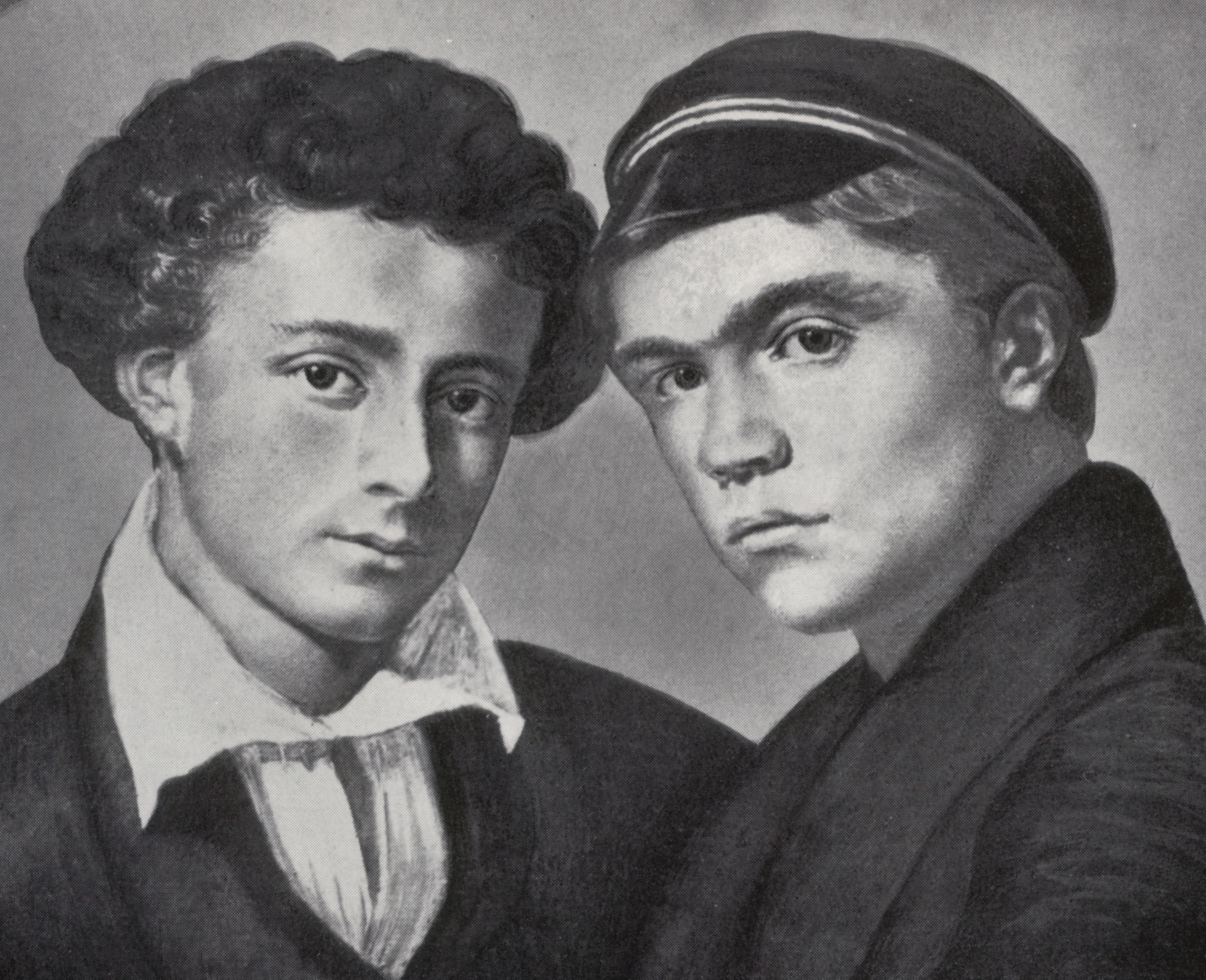
Karl Hüetlin (mit Mütze) und Gebhard Leyherr als Studenten auf einem Doppel-Porträt von Friedrich Mosbrugger (1823)

Karl Hüetlin (* 8. Juli 1806 in Konstanz; † 27. Januar 1861 in Freiburg im Breisgau) war ein deutscher Jurist und Bürgermeister von Konstanz in den Jahren 1832 bis 1849. Er spielte eine bedeutende Rolle in der Revolution 1848/49.

## Leben
Hüetlin hatte an den Universitäten Heidelberg und Freiburg die Rechte studiert und seit Beginn des Jahres 1832 in seiner Heimatstadt Konstanz als Rechtspraktikant gearbeitet. Er nahm im Mai 1832 am Hambacher Fest teil und wurde am 10. August desselben Jahres zum Bürgermeister von Konstanz gewählt.
Bürgermeister Hüetlin hatte sich gegen den Heckerzug ausgesprochen und initiierte stattdessen 1848 eine Bürgerwehr; er beauftragte Franz Sigel ein Freikorps von 400 Mann aufzustellen. Dadurch verhinderte er eine breitere Beteiligung der Konstanzer am Heckerzug. Nach der Niederschlagung der Revolution wurde er im Juli 1849 vom Amt suspendiert und kurz darauf inhaftiert. Nach seinem Freispruch im Oktober 1849 trat er unter Verzicht auf seine Pension vom Amt des Bürgermeisters endgültig zurück und zog mit seinen beiden Söhnen Joseph und Ernst nach Freiburg.
Als Nachfolger des Ende 1860 freiwillig zurückgetretenen Karl Steiner, wurde Hüetlin im Januar 1861 ein zweites Mal zum Konstanzer Bürgermeister gewählt, verstarb aber völlig unerwartet noch im selben Monat. 

## Ehrungen
Nach Karl Hüetlin ist die Hüetlinstraße beim Kreuzlinger Hauptzoll in Konstanz benannt.